# Деятелен залог
Деятелният залог на глагол показва, че глаголното лице е вършителят на действието.
Глаголите в този залог могат да бъдат лични и безлични, преходни и непреходни. Деятелният залог има по-голяма честота на употреба в българския език от страдателния залог.

## Форми
Деятелният залог в деветте български глаголни времена изглежда по следния начин.
| Време                                 | Личен глагол   | Безличен глагол      |
| ------------------------------------- | -------------- | -------------------- |
| Сегашно време                         | чета           | прегърми             |
| Минало свършено време                 | четох          | прегърмя             |
| Минало несвършено време               | четях          | прегърмеше           |
| Минало неопределено време             | чел съм        | прегърмяло е         |
| Минало предварително време            | бях чел        | беше прегърмяло      |
| Бъдеще време                          | ще чета        | ще прегърми          |
| Бъдеще време в миналото               | щях да чета    | щеше да прегърми     |
| Бъдеще предварително време            | ще съм чел     | ще е прегърмяло      |
| Бъдеще предварително време в миналото | щях да съм чел | щеше да е прегърмяло |

В деятелен залог глаголното лице извършва действието, тоест глаголното лице съвпада с логическия вършител. В зависимост от формалните и семантичните си особености глаголните форми в деятелен залог могат да се групират в две категории: същински деятелни глаголи и средни (медиални) глаголи.

### Същински деятелни глаголи
Тези глаголи могат да се употребяват без възвратни частици. При такава употреба липсва формален показател на залога. Той е деятелен, защото глаголното лице осъществява действието. Този тип глаголи могат да бъдат преходни или непреходни.
Примери:
Светла пие чай.
Птичките пеят.
Детето тича.

### Средни (медиални) глаголи
При т.нар. медиални глаголи глаголното лице се представя граматически като активно, без в действителност да е такова. Средните глаголи в българския език са резултат от процес на словообразуване, а не са специални залогови форми на даден глагол в смисъла, в който мия се е възвратна форма на глагола мия. Тези глаголи са задължително непреходни.
Медиалните глаголи се делят на два подтипа:
1) При първия подтип глаголното лице обикновено е човек (по-рядко животно) и е субект на умствен или физиологичен процес.
Примери:
Страхувам се.
Спомням си.
Всички форми на глаголите от тази група съдържат възвратна частица (се или си).
2) При втория подтип глаголното лице е неодушевен предмет, който е засегнат от някакъв процес. Този случай някои езиковеди наричат медиопасив.
Примери:
Вратата се отвори сама.
Ябълката се откъсна и тупна на земята.
Този тип средни глаголи се образуват само с частицата се.
При средните (медиалните) глаголи възвратните частици се и си не изразяват някакво значение, те не могат да бъдат заменени със „себе си“ или с предлог + „себе си“. Така например, докато формата мия се може да бъде преобразувана в мия себе си, то *страхувам себе си не е възможен вариант на страхувам се. Затова такива глаголи често са възвратни по форма в един език, но не и в друг.
В българското езикознание глаголните форми от тези два подтипа се смятат за деятелен залог.

## Деятелният залог и възвратните глаголни форми
Възвратните глаголни форми се срещат не само при средните (медиалните) глаголи, а и в други конструкции и понякога значението им е страдателно. Може да се случи така, че една и съща възвратна глаголна форма (например се мие) да има различен залог в различни изречения:
Деятелен залог: Детето се мие грижливо. = Детето мие грижливо себе си.
Страдателен залог: Италия се мие от Средиземно море. = Средиземно море мие Италия.
Липсва формален маркер на залога (напр. минало страдателно причастие), а наличният маркер (възвратната частица се) е двусмислен, защото участва както в деятелен, така и в страдателен залог. Този тип омонимия може да затрудни практическото разпознаване на залога в конкретни изречения, но не и самата класификация на глаголните форми.

## Концепцията за четири залога
Съществено предизвикателство пред традиционната двудялба на залозите поставят семантични проблеми, свързани с понятията вършител и получател на глаголното действие. Не всяка глаголна конструкция има вършител и получател. Получател имат само преходните глаголи, а в безличните изрази липсва вършител.
Според наличието или липсата на вършител и получател са възможни четири случая, илюстрирани в таблицата. Използвани са възвратни глаголни форми, така че залогът да не може да се изведе от формални маркери, а само от смисъла на съответното изречение.
| Случай | Вършител | Получател | Пример                                    |
| ------ | -------- | --------- | ----------------------------------------- |
| 1      | +        | –         | Иван се смее. Той пак си въобразява нещо. |
| 2      | +        | +         | Иван се мие. Мария си купи обувки.        |
| 3      | –        | +         | Тук се раздават безплатни талони.         |
| 4      | –        | –         | Мръква се. Тук не се пуши.                |

Изреченията от първия ред на таблицата са в деятелен залог: подлогът е вършител на действието, без да е негов получател. Във втория ред са представени възвратни форми: при тях глаголното лице е и вършител, и получател. Третият ред включва изречения в страдателен залог: подлогът е получател на действието. В четвъртия ред изреченията са безлични: липсва глаголно лице, затова няма нито вършител, нито получател на действието.
Поради наличието на четири възможности някои автори предлагат въвеждането още на възвратен залог и безличен залог (съответно за втория и четвъртия ред от таблицата). Засега това предложение не се приема от мнозинството.
Стандартната класификация съдържа само два залога. Според нея залогът е деятелен винаги, когато глаголното лице е вършител на действието, като няма значение дали то е и получател; няма значение също използването на възвратни форми. Така примерите от първите два реда на таблицата са в деятелен залог: Иван извършва действието миене, Мария извършва действието купуване. В третия ред от таблицата залогът е страдателен, защото глаголното лице е получател, а не вършител: някой раздава талоните, самите талони не раздават нищо.
Формите от четвъртия ред на таблицата създават проблем, защото при тях липсва глаголно лице (те са безлични). Тази липса обаче не е абсолютна: всеки глагол изразява някакво действие, което поначало предполага някакъв предмет, тоест глаголно лице, макар и в най-отвлечен смисъл. Така изречението Тук не се пуши. е в страдателен залог, защото се подразбира (и може да се употреби) подлог нищо, тоест Тук нищо не се пуши. Това изречение е в страдателен залог, аналогично на  изречения от типа: Тази кутия цигари се пуши от него вече цяла седмица. (Същото в деятелен залог: Той пуши тази кутия цигари вече цяла седмица.)
Изречението Мръква се. се смята в деятелен залог въпреки наличието на възвратна форма, по аналогия с изречения като Застудява., които не съдържат възвратни форми: и в двата типа изречения глаголите се намират в 3 л. ед.ч., а формалният подлог то може да се замени с времето, например Времето застудява. Залогът е деятелен, защото глаголното лице (макар и най-абстрактно) се схваща като вършител на действието, подобно на изречения от типа Момчето заспа. и Дървото пламна., в които промяната на състоянието на даден одушевен или неодушевен обект се приписва на самия този обект като вършител.

## Традиционната двудялба на залозите
В българското езикознание традиционно се приемат само два залога: деятелен и страдателен. Едно изречение е в деятелен залог, ако глаголното лице е вършител на действието. Ако то е получател на действието, залогът е страдателен. Независимо от някои проблеми, пораждани от двудялбата, тя продължава да се използва като най-ясна и удобна. От една страна, това положение се подкрепя от лексикалната система на българския език: глаголните причастия са само страдателни (минало страдателно причастие) и деятелни (всички останали), няма трети вид. От друга страна, допускането на повече от два залога може да доведе до необозримо увеличаване на броя им поради разнообразието на възможните случаи, а това би утежнило и обезсмислило класификацията.
При това положение всяка от двете групи неминуемо обхваща разнообразни частни случаи, чието наличие се дължи на пределно широкото, използвано по необходимост, тълкуване на понятията глаголно лице, вършител и получател.
В деятелен залог вършителят (глаголното лице) може да бъде не само човек или животно:
Момчето тича.
Кучето гони топката.
Вършителят може да бъде неодушевен предмет:
Часовникът тиктака.
Куршумът проби прозореца.
Глаголът може да описва състояние, разглеждано като процес. В такъв случай предметът, чието състояние се описва, се приема за вършител (и самото понятие глаголно действие се разбира в най-широк смисъл):
Детето спи.
За вършител може да се приеме всеки одушевен или неодушевен предмет, чието състояние се променя, стига промяната да не се дължи на очевидна външна причина:
Детето порасна.
Огънят пламна.
Ябълката се откъсна и тупна на земята.
Вършител, макар и най-отвлечен, имат дори безличните изречения:
Застудя. = Времето застудя.
Възвратните форми също имат разнообразна употреба в деятелен залог. Основно означават, че глаголното лице извършва действието върху себе си:
Котката се мие.
Възвратните форми могат да означават реципрочно действие:
Двамата много се обичат и си помагат. (Тоест всеки обича другия и му помага. В този случай възвратните частици не могат да се заменят с израза себе си, а с изразите един другиго и един на друг.)
Промяната на състояние поначало се приписва като действие на променения предмет (деятелен залог), освен когато промяната се дължи на очевидна външна причина (страдателен залог):
Деятелен залог: Петър оздравя.
Страдателен залог: Петър беше излекуван от д-р Иванов.
В този пример двете действия са изразени с различни глаголи, като вторият (излекувам) е преходен, а първият (оздравея) е непреходен. Би било твърде разточително да се създава по един непреходен глагол за всеки преходен, като се обръща посоката на процеса (та получателят да стане вършител). Вместо това се използват възвратни форми:
Момчето се ядоса.
Котката ядоса момчето.
И двете изречения са в деятелен залог, като първото означава промяна на състояние без очевидна външна причина. Тези конструкции външно изглеждат подобни на мия се (= мия себе си), но сега възвратната частица не може да се замени с израза (на) себе си (ядоса се не може да се замени с ядоса себе си). Подобни възвратни глаголи има доста:
ядосвам се, зарадвам се, сърдя се, разсмивам се и др.
Възвратната частица тук има формална роля: заемайки мястото на допълнението:
зарадвах го – зарадвах се,
тя прави глагола непреходен, като така подчертава, че действието се извършва изцяло в рамките на субекта. По същия модел са образувани множество други непреходни глаголи:
страхувам се, усмихвам се, възгордявам се и т.н.
Всички те описват състояние на субекта или промяна у него. Особеното при тях е, че липсват съответни преходни глаголи, например не може да се каже *възгордяха го. Въпреки това възвратната частица не проявява тенденция да изчезне, тъй като съответните непреходни глаголи са на практика готови за образуване: всеки носител на езика разбира изрази от типа *усмихнах го, въпреки че официално няма такъв глагол.
Изречения като Страхувам се. и Спомних си. са в деятелен залог, защото представят глаголното лице като активно. Ако говорещото лице иска да изрази пасивност, ще каже Страх ме е. Залогът отново е деятелен, но сега говорещото лице е представено чрез допълнението ме. Изречението е безлично, но все пак се смята в деятелен залог, защото по смисъл е същото като Това ме плаши. или Нещо ме плаши., тоест вършителят е неконкретизираното това нещо (причината за страха).
Подобна е ролята на възвратната частица в глаголи като белея се, изразяващи състояние. Тук няма опасност глаголът без частицата да се схване като преходен, затова има силна тенденция към отпадане на възвратната частица. Понякога има пречки за това отпадане. Например освен непреходния глагол белея се (със значение „изпъквам, откроявам се, забелязвам се с белия си цвят“) има и глагол белея (със значения „побелявам“, „избелявам“ и „белея се“). Обаче между думите синея и синея се няма никаква разлика. Например в стихотворението „Затворник“ от Александър Пушкин, в превода на Благой Димитров се съдържат следните два стиха:
Натам, где белее планинския скат,
натам, где синее морето пред нас
(в които глаголите са употребени без възвратна частица). При някои глаголи от този тип (напр. блестя и постя) възвратната частица се е отпаднала окончателно (в старобългарския език тези глаголи са били възвратни: блестя се, постя се).
Към деятелния залог се отнасят и всички непреходни глаголи, изразяващи промяна на състояние, със или без възвратни частици, включително в безлични изрази, защото все пак може да се  открие макар и най-отвлечен вършител (по-точно, предмет, чието състояние се променя):
Застудя. = Времето застудя.
Мръкна се.
Съмна се.
И при тези глаголи има тенденция към отпадане на възвратните частици, тъй като това не води до промяна на смисъла: „Съмна в сънните градини...“ (заглавие на стихотворение от Николай Лилиев).